# Briones
Briones è un comune spagnolo di 799 abitanti situato nella comunità autonoma di La Rioja.